# Гартберг (стадіон)

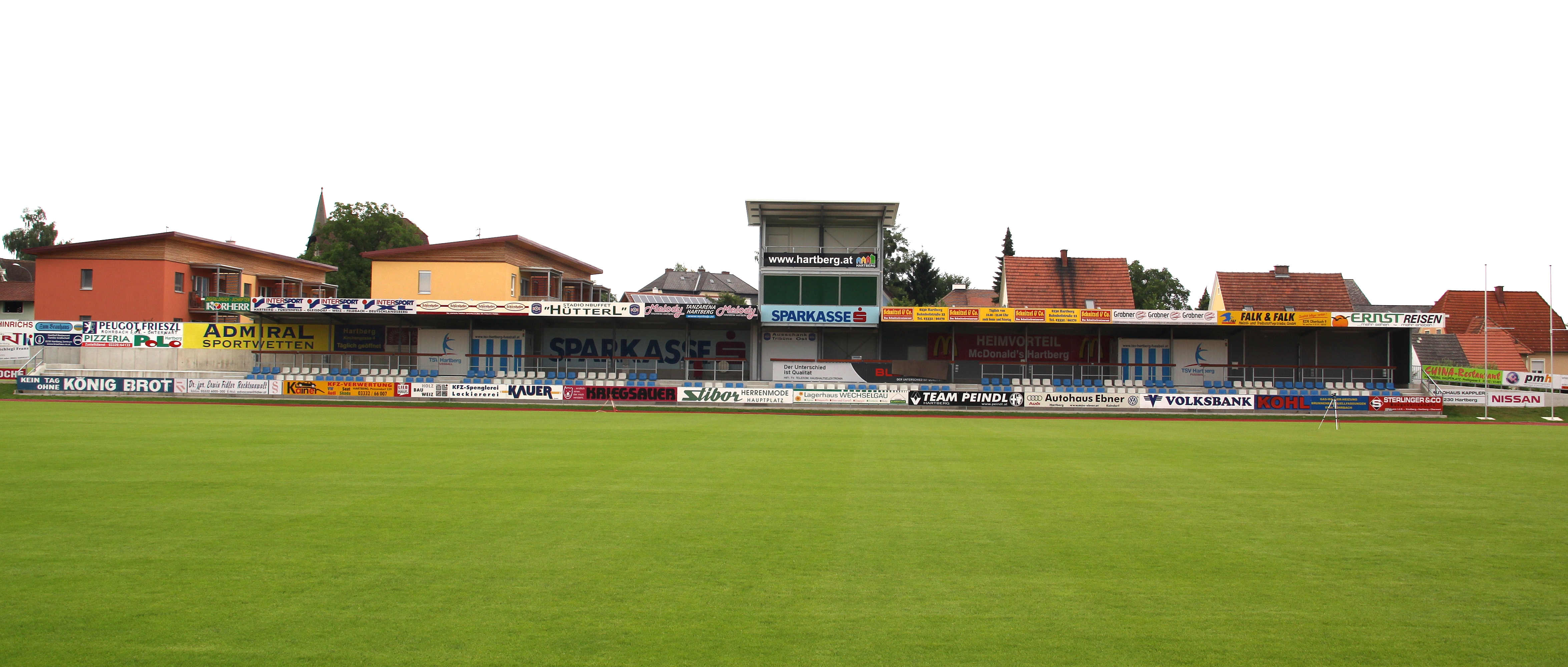
Трибуна з телевежею

Профертіл Арена Гартберг (нім. Profertil Arena Hartberg) — стадіон в столиці Штирії Гартберг.

## Історія
На стадіоні грає футбольний клуб «Гартберг», який влітку 2018 року вийшов до вищого дивізіону Австрії — Бундесліги. Стадіон належить муніципалітету Гартберга. Стадіон є багатофункціональним спортивним об'єктом, який підходить як для футбольних ігор, так і для легкоатлетичних змагань. Стадіон також використовується для проведення інших заходів, наприклад, музичних подій.
Стадіон обладнаний чотирма критими трибунами. Окрім східної та західної трибун, у 2018 році було встановлено дві мобільні трибуни за воротами. Стадіон також обладнаний системою прожекторного освітлення, придатною для Бундесліги, і має простору VIP-зону з власним рестораном.
Стадіон обладнаний для проведення легкоатлетичних змагань: шість кругових доріжок (тартан), бар'єри, яма з водою, майданчики для метання списа, стрибків у довжину, потрійного стрибка, стрибків у висоту, штовхання ядра, метання диска та молота, метальна клітка. Стадіон сертифікований Австрійською асоціацією легкої атлетики.

У серпні 2014 року стадіон був перейменований на Profertil Arena Hartberg.